# Евлоев, Берд Аржбериевич
Берд Аржбе́риевич Евло́ев (ингуш. «Йо́влой Берд»; 1888, с. Йовли, Терская область — 1952, Алма-Ата) — ингушский, российский и советский политический и общественный деятель, спортсмен-единоборец.

## Биография
Родился в 1888 году в селении Йовли (по другим данным — в селении Цори) Ингушского округа Терской области. В 1895 году остался без матери и отца. Младших детей разобрали родственники. А семилетний Берд пас отару овец соседа и этим кормился.
В 1900 году в 12-летнем возрасте Берд уехал в город Ростов-на-Дону. Там он устроился на работу на одном из предприятий и к 17 годам стал кадровым рабочим. В 1905 году активно включился в революционную борьбу и стал одной из заметных революционных фигур восстания рабочих, вспыхнувшего в Ростове-на-Дону. Неоднократно подвергался арестам. Через некоторое время Берд уезжает в Санкт-Петербург.
В 1908 году в Петербурге он начинает работу в цирке. Берд Аржбериевич был любимцем петербургской публики. Участвовал в многочисленных соревнованиях. «По размаху натуры и по кавказскому темпераменту — это воплощенная в мускулистое тело идея натиска», — писали о Берде Евлоеве.
Участвуя во многих российских и европейских чемпионатах по вольной борьбе, Берд Евлоев завоевывал призовые места, в том числе став чемпион мира и Европы. Петербургская публика прозвала его «Львом Кавказа», «Орлом Кавказа». Девизом Берда Аржбериевича было: «Каждый человек может и должен быть сильным». В Петербурге он познакомился с выдающимися мастерами мирового спорта, которые впоследствии стали его наставниками, такие как Поддубный, Сулейманов, Кащеев, Медведев и Лебедев. Главным его наставником был первоклассный атлет, борец профессионал, профессор Иван Лебедев.
После ухода из спорта, Берд Евлоев добровольно вступил в ряды Красной гвардии в том же Петрограде. В 1917 году Берд назначен комиссаром Горской части 1-го южного стрелкового полка. Формирования из горских народностей добровольной советской кавалерийской сотни возложили на Б. Евлоева. В том же году подразделение Б. Евлоева переброшено на Украину, где противостояло петлюровским формированиям в основном в Киеве и Харькове. Здесь за проявленный героизм был представлен к самой высокой в то время награде — боевому ордену с надписью: «Герою революционного движения 1917—1918 гг.»
В дальнейшем часть, которой он командовал, перешла в распоряжение реввоенсовета 11-й армии в город Астрахань. Вместе с этой армией Берд Евлоев и прибыл в родные места, чтобы устанавливать здесь Советскую власть.
В 1919 году боролся за советскую власть в Терской области, служил комиссаром XI дивизии Красной армии. За героизм, проявленный в боях по установлению Советской власти в Петрограде, Москве, Украине и на Кавказе, трижды представлялся к высшим боевым наградам, но так их и не получил, потому что очень часто части, в которых служил Берд Евлоев, перебрасывались с одного района в другой, как сказано в его личном деле. В Ингушской автономной области, а затем в Чечено-Ингушетии работал на разных руководящих должностях.
Заслуженный политический деятель, герой революционного движения, чемпион Европы и мира Берд Аржбериевич Евлоев умер в 1952 году вдали от Родины — в Казахстане, куда вместе со своим народом был выслан в 1944 году.
В июле 2003 года в информационно-аналитическом журнале «Петербург интернациональный» была опубликована статья под заголовком «Лев Кавказа и революционер», где писали: «В начале XX века значительный вклад во славу российского спорта и циркового искусства внес выходец из села Цори Ингушского округа… Берд Аржбериевич Евлоев участвовал в революционном большевистском движении на Кавказе и штурме Зимнего…».

## Посмертное признание
В г. Назрань Республики Ингушетия в честь Берда Евлоева назван крупнейший спортивный комплекс республики. Перед комплексом установлен памятник Берду Евлоеву.